# Schleusenbrücke (Frankreich)

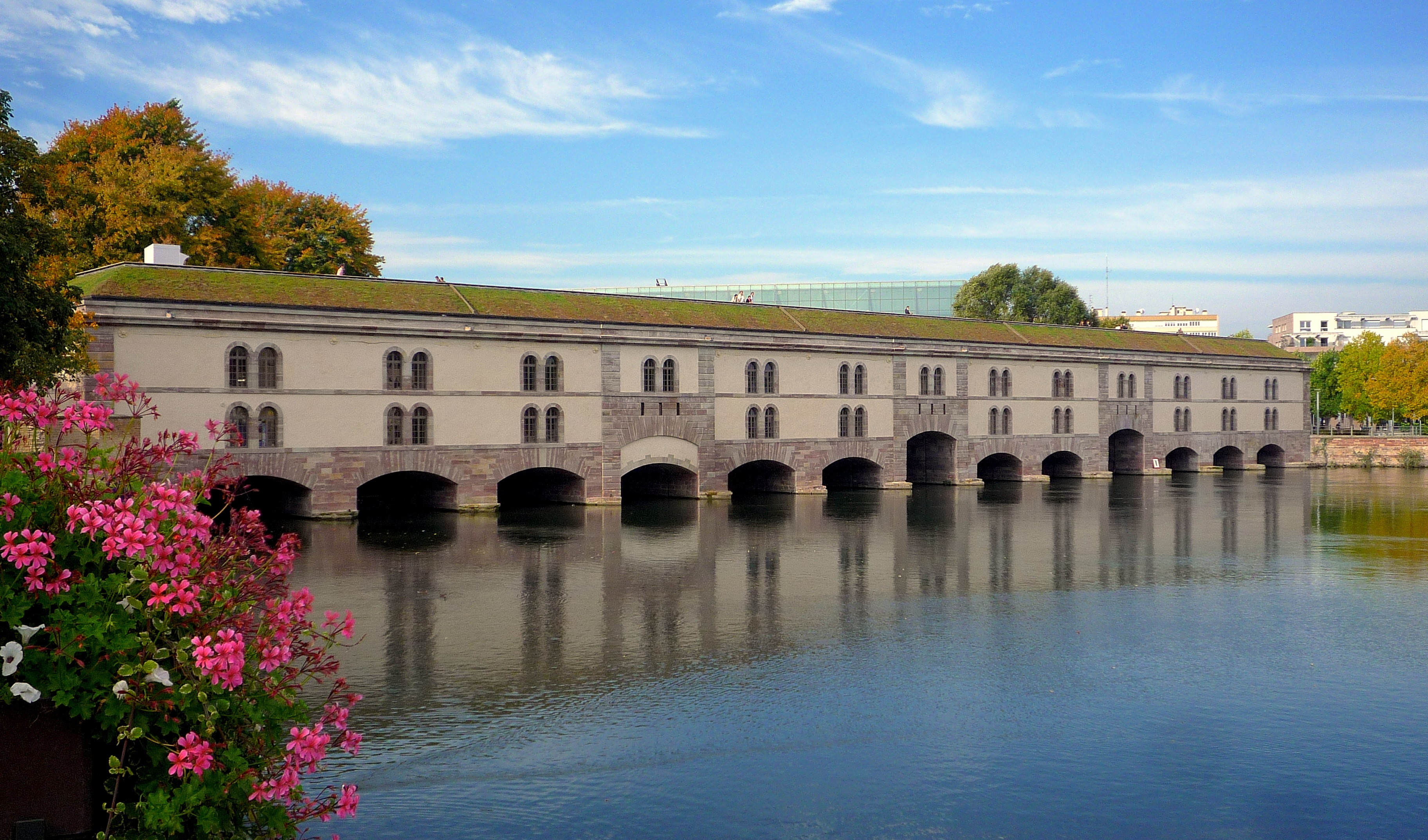
Barrage Vauban in Straßburg

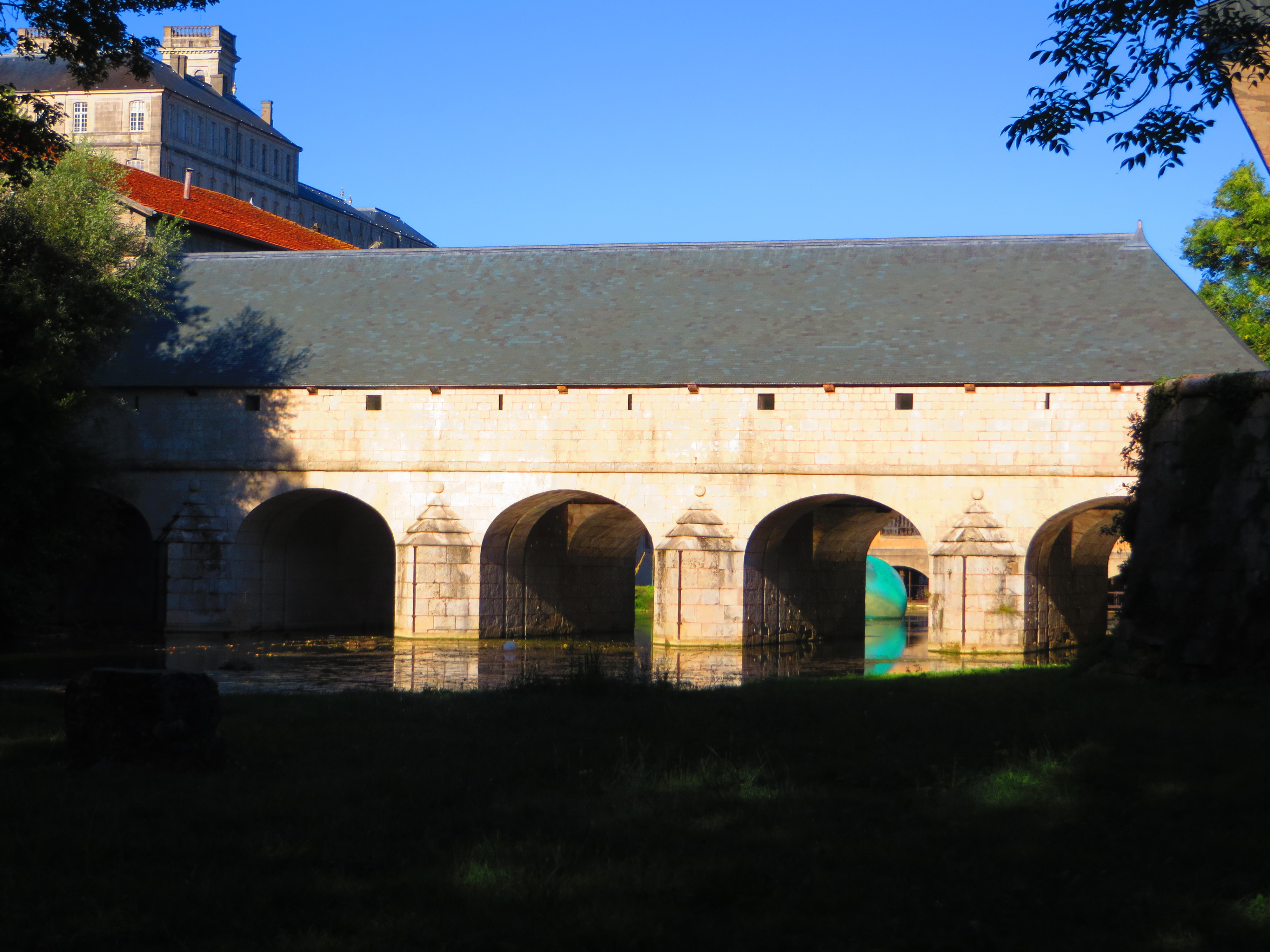
Pont-écluse Saint-Amand in Verdun

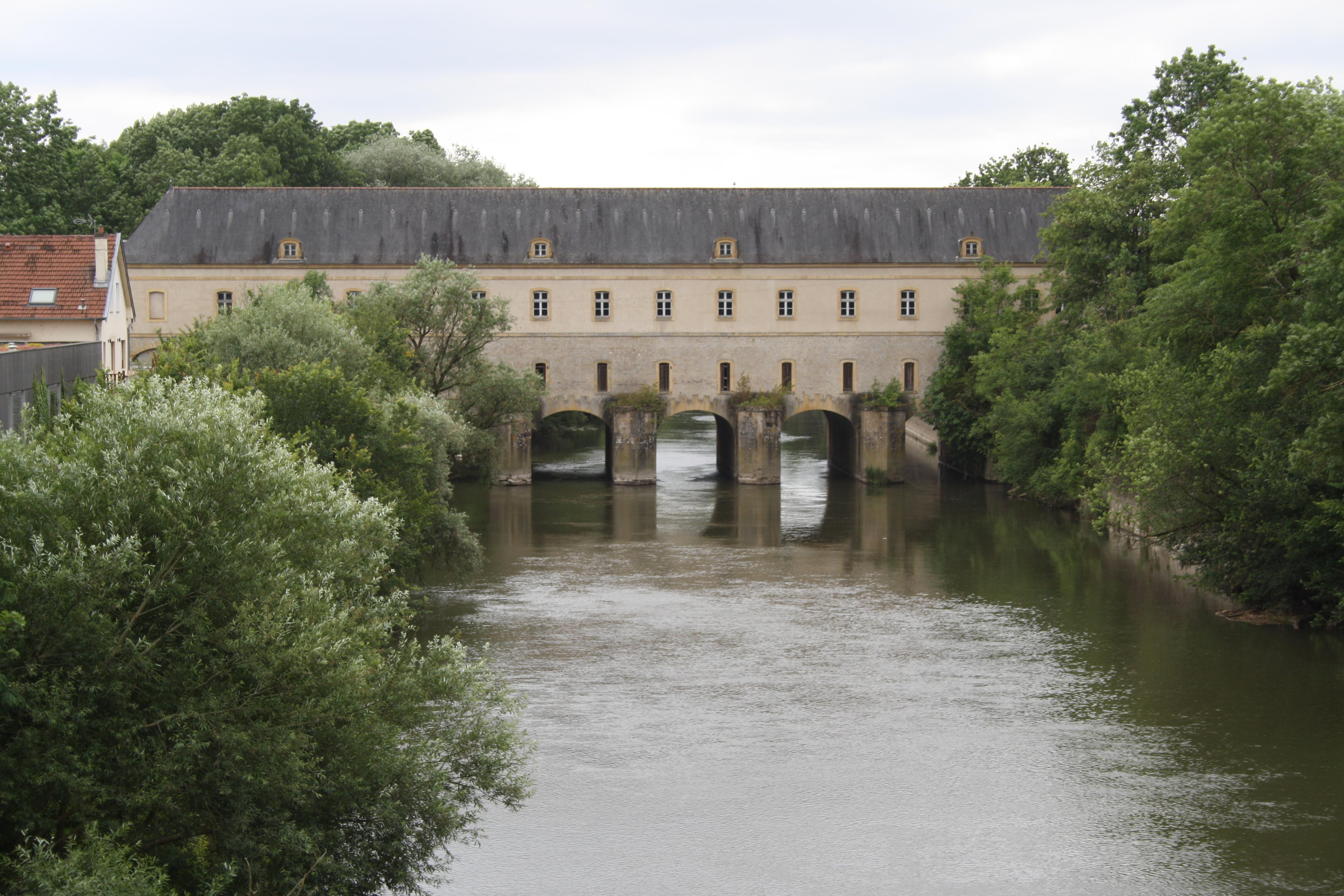
Pont de Cormontaigne in Thionville

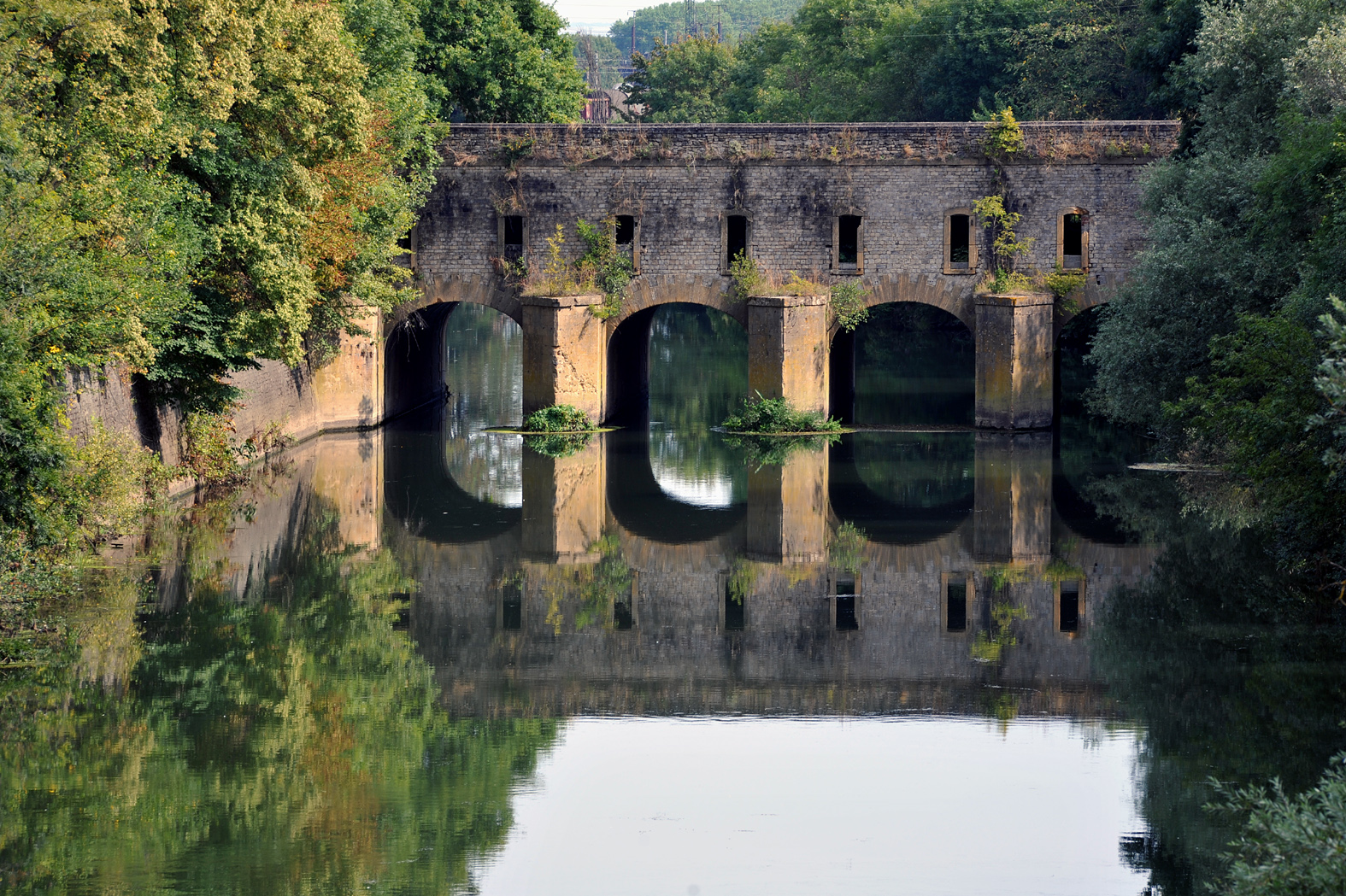
Pont du Couronné in Thionville

Eine Schleusenbrücke (französisch: pont-écluse) ist ein militärisches Bauwerk, mit dessen Hilfe das Vorrücken feindlicher Truppen durch das Überschwemmen von Gelände erschwert bzw. verhindert werden sollte.
Konzipiert wurden die Schleusenbrücken vom französischen General und Festungsbauer Sébastien Le Prestre de Vauban. Sie sperrten im Verteidigungsfall mit Schiebern aus Baumstämmen die Durchlässe eines Flusses oder Kanals, um das – in der Regel – flussaufwärts gelegene Gebiet unter Wasser zu setzen. Die Stämme wurden von den auf der Brücke befindlichen Gebäuden aus entlang in das Mauerwerk der Pfeiler eingelassener Nuten herabgelassen. In Friedenszeiten blieben die Durchlässe geöffnet.
Die auf den Brücken errichteten Funktionsgebäude nahmen nur eine Längsseite der Brücke ein, deren andere Seite wurde dem Verkehr freigehalten. Eine Funktion als Schleuse hatten die Schleusenbrücken nicht.

## Verdun
Zwischen 1680 und 1687 entstanden nach Plänen von Vauban drei Schleusenbrücken im Süden von Verdun. 1685 wurde der Pont-écluse Saint-Amand über den Canal des Augustins fertiggestellt. Die ca. 40 m lange gemauerte Brücke mit fünf Durchlässen gilt als einziges noch funktionsfähiges derartiges Bauwerk. Sie ist ungefähr 15 m breit, davon entfallen 9 m auf das Gebäude und 6 m auf den Straßenübergang. 1978 wurde sie unter Denkmalschutz gestellt.
Der Pont-écluse Saint-Nicolas über die Maas und der Pont-écluse Saint-Airy über den Canal Saint-Airy sind nicht mehr existent. Aufgabe der Anlage war, das flussaufwärts gelegene Gebiet innerhalb von sechs Tagen auf 14 km Länge mit einer Wassertiefe von bis zu 2,5 m zu überschwemmen und so einen Angriff von Süden her zu verhindern. 1687 wurde das System erstmals, und danach fünf weitere Male, erprobt. Louis de Cormontaigne baute die Brücken, die nie für den angedachten Zweck eingesetzt wurden, im 18. Jahrhundert um.

## Straßburg
In Straßburg baute Vaubans Mitarbeiter Jacques Tarade von 1681 bis 1688 die Barrage Vauban, auch Grande écluse oder Terrasse Vauban genannt. Die 120 m lange Schleusenbrücke über die Ill flutete 1870 während der Belagerung der Stadt die flussaufwärts gelegenen Viertel.
Nach 1870 wurde das Brückengebäude auf Veranlassung der deutschen Behörden um ein Stockwerk erhöht. 1966 entstand auf dem Dach eine Panoramaterrasse, 1971 wurde das Bauwerk in die Denkmalliste aufgenommen.

## Thionville
Der Pont-écluse sud du couronné d’Yutz, auch Pont de Cormontaigne oder Pont-écluse Sud, ist die erhaltene von zwei Schleusenbrücken über den Canal des fortifications auf dem Gebiet der Stadt Thionville. Entworfen wurde er zwischen 1746 und 1752 von Louis de Cormontaigne, seit 1984 steht er unter Denkmalschutz. Der zeitgleich gebaute Pont du Couronné bzw. Pont-écluse Nord ist hingegen dem Verfall preisgegeben.

## Jülich
Eine Schleusenbrücke über die Rur wurde 1806 von den Franzosen am Brückenkopf Jülich errichtet. 1860 wurde die Brücke unter preußischer Verwaltung wieder abgerissen.

## Mainz

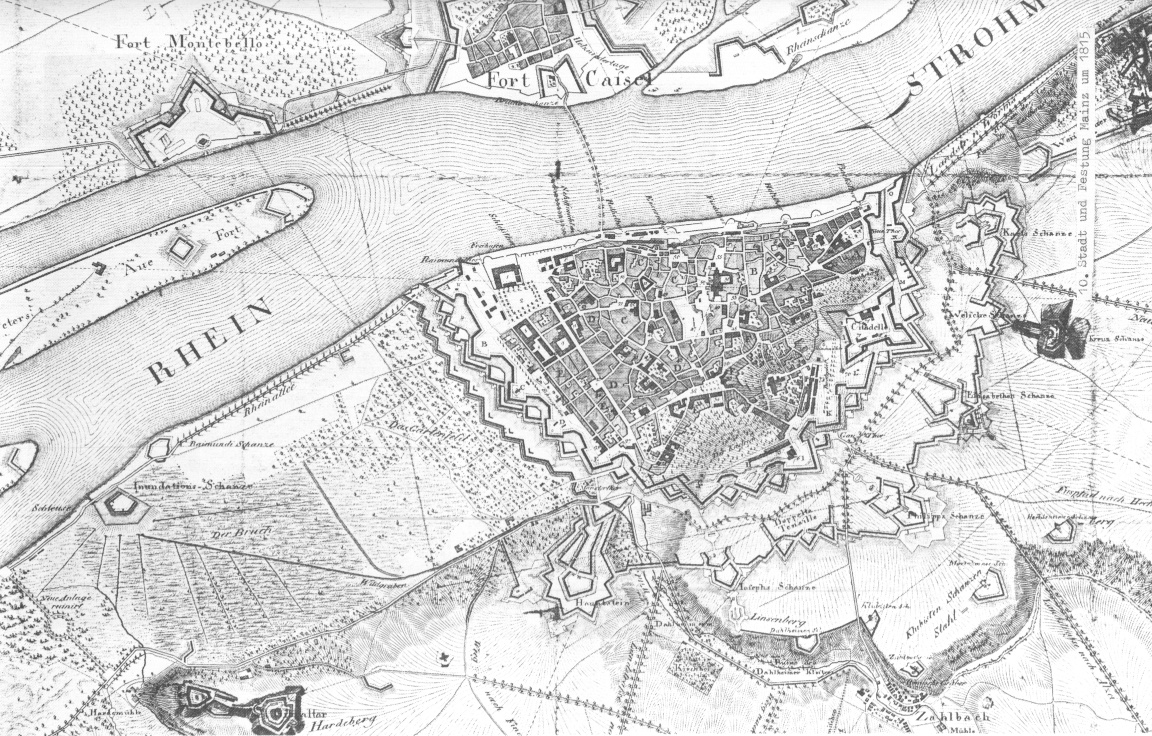
Karte von Mainz (1815) mit der Inondationsschanze

Mainz (französisch: Mayence), seit 1797 unter französischer Verwaltung und Hauptort des Département du Mont-Tonnerre, erhielt zehn Jahre nach der Annexion eine Schleusenbrücke. Der von Napoléon Bonaparte initiierte Pont-écluse de Mayence (deutsch: Inondationsschanze) führte über den Rhein zum Fort Caisel am Ostufer des Stroms. Im Fall eines Angriffs auf die befestigte Stadt sollte das nördlich gelegene Gartenfeld überschwemmt werden.